# 야마가타 공항
야마가타 공항(일본어: 山形空港, IATA: GAJ, ICAO: RJSC)은 일본 야마가타현 히가시네시에 있는 제2종 공항으로 애칭은 맛있는 야마가타 공항으로 알려져 있는데 공항 애칭 모집 결과 8살 어린이의 응모작인 おいしい가 뽑혔다. 애칭인 おいしい는 품질 좋은 농산물이 많이 나는 야마가타현의 특성을 잘 살린 이름일 뿐만 아니라 '좋다', '훌륭하다'의 의미가 있는 네이밍이라는 평가를 받았으며 인근 공항인 쇼나이 공항에도 동일한 애칭이 붙었다.

## 역사
야마가타 공항은 옛 일본제국 해군의 가미야마 연습 비행장(神山練習飛行場)을 그 시초로 하며 전후에는 미군이나 자위대 등에서 사용했었는데 1964년부터는 진마치 공항(神町空港)이라는 이름으로 제3종 공항으로서 개항했었으나 이듬해인 1965년에는 지금의 야마가타 공항으로 이름을 다시 바꾼 뒤 1969년부터는 일본 육상자위대 제6비행대가 공항 시설을 사용하기 시작했다.
1973년에는 당초 1,200미터였던 활주로가 1,500미터로 연장되어 사용을 개시했으며 이후 1976년에 일본에서는 최초로 활주로에 그루빙(grooving)을 실시한 뒤 1979년에는 공항설비법 시행령의 일부 개정으로 인해 현 관리의 제2종 공항으로 승격되었다.
그리고 1981년에는 활주로가 2000미터로 연장되고 새로운 청사가 개관하는 등 새로운 모습을 맞게 되었고 1988년에는 야마가타현 경찰의 헬리콥터용 유도로가 사용을 개시했으며 9년 뒤인 1997년에는 이용자 누계 1000만명을 달성하였다.
2002년에는 녹지 정비를 통해 '비행기 공원'이 조성되었으며 같은 해 10월에 전일본공수가 야마가타 공항에서 철수한 뒤 현재는 일본항공, 후지드림 항공, J-에어 등이 이 노선을 운항하고 있는 상황이다.

## 운항 노선

### 국내선
| 항공사        | 목적지                           |
| ------------- | -------------------------------- |
| 일본항공      | 도쿄(하네다)                     |
| 후지드림 항공 | 나고야(고마키), 삿포로(신치토세) |
| J-에어        | 오사카(이타미)                   |

## 사건 및 사고
- 2004년 웅비항공(雄飛航空)의 헬리콥터가 불시착을 시도하는 과정에서 추락하면서 탑승하였던 남성이 사망하는 사고가 발생했는데 사고 원인은 연료 부족 경고를 무시한 채 운항을 계속했던 것으로 밝혀졌으며 이에 대해 조종사에게 금고 2년 및 집행유예 4년의 유죄판결이 내려졌다.